# Adi Shankara
Pour les articles homonymes, voir Sankara.
Adi Shankara (sanskrit : Ādi Śaṅkara, devanagari : आदि शङ्कर ; parfois appelé Ādi Śaṅkarācārya ; de Śaṅkara  ou Śaṃkara, « celui qui apporte la félicité », une des épithètes de Shiva), est, au VIIIe siècle, un des plus célèbres maîtres spirituels de l'hindouisme, philosophe de l'école orthodoxe Advaita Vedānta, et commentateur des Upanishad védiques, du Brahma Sūtra et de la Bhagavad-Gita. Il eut pour maître Govindanātha et mena une vie de renonçant itinérant (saṃnyāsin) allant d'un monastère ou d'un temple à un autre, d'une communauté à une autre. Ce fut un « réformateur religieux » qui chercha à créer une entente entre les divers courants et écoles religieuses de son époque.

## Sa vie
Étant considéré comme un saint, incarnation (avatar) de Shiva, les récits de sa vie sont souvent hagiographiques, avec des faits légendaires. Śaṅkara est un Tamoul. Ses écrits sont en sanskrit.

### Enfance et origine de sa vocation
On raconte que Śiva apparut à ses parents, leur laissant le choix entre une progéniture nombreuse mais peu brillante, et un seul enfant dont la vie serait courte mais admirable. Le couple ayant opté pour la seconde proposition, Ādi Śaṅkara vint au monde.
Il naquit dans le petit village de Kaladî, dans le Kerala, au sud de l'Inde. Ses parents appartenaient à la caste des brahmanes nambûdiri. Malgré la mort précoce de son père, Śaṅkara reçoit l'initiation brahmanique à 5 ans et commence dès lors l'étude des textes sacrés. On rapporte de nombreux miracles effectués dès cette époque et une mémoire hors du commun (il aurait mémorisé en trois ans l'ensemble des quatre Veda). Naturellement poussé vers l'ascétisme, Śaṅkara renonce à toute vie familiale lorsqu'un crocodile manque de lui arracher la jambe, ce qu'il interprète comme un signe de la brièveté de sa vie qu'il décide alors de consacrer à la recherche de la vérité. Il devient alors renonçant à l'âge de 8 ans.

### Quête spirituelle et voyages
Śaṅkara se mit ensuite à la recherche d'un guru apte à le guider dans sa recherche spirituelle. Il partit pour le centre de l'Inde au bord de la rivière Narmada, où il rencontra un disciple du grand Gauḍapāda, auteur de la Māṇḍūkyakārikā, commentaire fameux de la Māṇḍūkya Upaniṣad. Ce disciple, nommé Govinda, l'initia à l'ordre le plus ascétique qui puisse se trouver alors en Inde. Dès lors, Śaṅkara voyagea à travers le pays, composant des commentaires des textes sacrés de l'hindouisme.

### Prédications et débats
Lors de ses rencontres avec de nombreuses autorités de différentes écoles, Śaṅkara se révèle être un brillant orateur et prédicateur capable de contrer les spéculateurs hétérodoxes et tout contradicteur en général, y compris d'écoles āstika (orthodoxes).
Il a notamment eu un débat philosophique avec Kūmarila Bhaṭṭa de l'école traditionnelle Mīmāṃsā, dont il sortit vainqueur.
Śaṅkara, qui était suivi par de nombreux disciples, se rendit au Cachemire, où se trouvait un trône dédié à Sarasvatī, et sur lequel seul celui qui remportera tous les débats entre les brahmanes présents pourra s'asseoir, chose qui n'était jamais arrivée. Il n'eut pas de mal à contrer ses adversaires et put prendre place en ce lieu sacré sous les auspices de la déesse.

### Réformes

#### Refus des rituels sanglants
Ādi Śaṅkara purifia considérablement le rituel tantrique. Il exhorta les desservants des temples à remplacer les offrandes de boissons alcoolisées (madya), de viande (māṃsa) et de poisson (matsya) par des offrandes de riz, de fleurs et de laitages. Dans certaines régions de la péninsule, le sang tant humain qu'animal coulait à flots. Shankara fut très ferme : le vrai sens du sacrifice est intérieur ; il faut l'âme à l'Âme, et non barbouiller de sang les idoles.

#### Transmission des connaissances
Adi Shankara a établi six critères pour transmettre la connaissance sacrée : Être un étudiant en voie de réalisation spirituelle (brahmacari), être généreux (dhanadayi), être érudit (medhavi), respecter les prescriptions védiques (notamment le principe de l'ahimsa, la non-violence), être digne d'affection (priya), et être capable d'enseigner par le biais de la connaissance acquise (vidyaya va vidyam).
Selon Adi Shankara, le disciple doit être aussi doté de quatre qualités pour être considéré apte à la recherche du Brahman :
1. La capacité de distinguer (entre l'éternel et l'éphémère)
2. L'absence de passion (absence de peur, de colère, de jalousie, etc.)
3. Être équanime (voir du même œil tous les êtres)
4. Le désir de libération du cycle des réincarnations.

#### Sur le panthéon des divinités
Il proposa de réorganiser le panthéon de l'hindouisme comprenant de nombreuses divinités, en le réduisant à cinq principales : Vishnu, Shiva, Durga, Surya, Ganesha. L'adoration de ces cinq dieux se fait encore de nos jours par les brahmanes de la tradition Smarta.

### Maturité et mort
Pour propager ses enseignements, il écrivit de nombreux ouvrages, dont des commentaires, et fonda dix ordres monastiques ainsi que quatre monastères (cf. #Postérité). Il accomplit cette réforme des ordres monastiques sur le modèle des ordres bouddhistes.
Il serait mort à 32 ans, près du mont Kailash dans l'Himalaya.

## Doctrine

### La non-dualité
La doctrine enseignée par Śaṅkara est connue sous l'expression de « non-dualité », c'est-à-dire la considération de la divinité dans sa totalité, au-delà de toute dualité, y compris entre Être et Non-Être. Il s'agit par la connaissance (jñāna) de sortir de l'illusion (māyā) que Brahman est séparé de l'Ātman. La libération (moksha) se fait par le dépassement de cette illusion fondamentale qui se traduit au niveau individuel par l'ignorance (avidyā).
Cette doctrine, enseignée de tout temps par le Vedānta, se retrouve dans les commentaires de Śaṅkara, ainsi que dans son « Traité aux mille enseignements » Upadeshasahasri (en) : « Je suis brahman, je suis tout. Je suis pur, éveillé, né de nulle part (...). Je suis l'éternel principe de conscience, dépourvu d'attributs, sans second. (...) Je ne suis ni existant ni non-existant, ni les deux à la fois. Je ne suis que Shiva. Ma vision éternelle ne connaît ni jour ni nuit, ni crépuscule. (...) Celui qui est parvenu à cette connaissance (...) est un parfait, un yogi, un (vrai) brahmane. »
Si Śaṅkara a vigoureusement combattu le bouddhisme, sa conception de la māyā s'est beaucoup inspirée du bouddhisme mahāyāna qui ne fait plus de la réalité du monde qu'un fantasme.

### Le plus beau fleuron de la discrimination
« Obtenant l'affranchissement de l'esclavage, qui n'est dû qu'à l'ignorance, demeure en tant qu'Être-Conscience-Béatitude (Sat-Chit-Ânanda : Sachchidânanda). Les Écritures [Véda], la raison, les paroles du Guru et l'expérience intérieure sont les moyens qu'il te faut employer à cette fin. L'essence des écritures védantiques peut être ramenée aux points suivants. 1) Premièrement, en moi, Brahman immuable, tout ce qui semble différent est absolument sans réalité. Seul je suis. Cela s'appelle le point de vue de l'élimination (badha drishti). 2) Deuxièmement, le rêve et tout ce qui apparaît en moi comme le résultat de la magie est une illusion. Seul je suis la Vérité. Cela s'appelle le point de vue de l'illusion (mitya drishti). 3) Troisièmement, (...) tout ce qui semble séparé de moi est moi-même. Cela s'appelle le point de vue de la résolution de l'effet dans la cause (pravilapa drishti)... Le monde entier et toutes les créatures sont réellement Brahman, et la demeurance en ce Brahman indivisible est en soi-même la Délivrance (moksha). Cela est l'essence et la conclusion de tous les Védas. »

— Le plus beau fleuron de la discrimination (Viveka-Cūḍāmaṇi)

### Les différents corps et le Soi
Mention est faite de plusieurs « enveloppes », (kośa) ou « corps » (śarīra) qui enveloppent le Soi (ātman). Le Vedānta, avec Śaṅkara qui a commenté la Taittirīya Upaniṣad, en distingue cinq :

« Le Soi est recouvert par les cinq enveloppes, elles-mêmes causées par le pouvoir d'ignorance... Connais le Soi, qui est distinct du corps et de toute forme, comme une tige d'herbe dans ses fourreaux foliacés... L'aspirant avisé doit s'appliquer à la discrimination (viveka) entre le Soi et le non-Soi. Les cinq enveloppes (sont) : l'enveloppe corporelle, le souffle vital, le mental, l'intellect et l'enveloppe de béatitude. 1) Le corps grossier (annamaya-kosha) est créé de nourriture..., composé de peau, de sang, de chair, de graisse, de moëlle, d'excréments et d'urine... 2) Le corps vital de prāṇa (prānamaya-kosha) est le souffle vital des facultés associées aux cinq organes d'action [la parole associée au son, les mains associées à la faculté de préhension, les pieds au mouvement, l'anus aux désirs corporels et à l'excrétion, les organes génitaux]... Ce n'est qu'une modification de l'air... 3) Le corps mental (manomaya-kosha) est constitué du mental avec les facultés de perception... Le mental est un grand tigre qui rôde, éperdu dans l'immense jungle des objets des sens... 4) L'intellect, avec les cinq facultés de perception, est le corps intellectif (vijñānamaya-kosha), et il est aussi la cause de l'esclavage pour l'Esprit. C'est une modification du Soi non-manifesté... 5) Le corps de béatitude (ānandamaya-kosha) n'est qu'une modification de l'ignorance sur laquelle le Suprême Soi est réfléchi, elle est expérimentée sans effort par tous dans une certaine mesure dans le sommeil profond... Pourtant, même cette gaine de béatitude ne peut être le Suprême Soi. »

### La piètre condition de l'homme indécis
"Immergé dans l'eau de l' océan du monde comme une calebasse, sous le pesant fardeau de l'ignorance, du désir et de l'attachement aux fruits de l'action, ayant fait l'identification complète de l'âtman avec le corps, cet être-là est tourmenté par des idées telles que: Je suis le fils et le petit-fils de tel et tel ; je suis maigre, je suis fort; je possède des qualités, je suis dépourvu de qualités; je suis heureux, je suis misérable, et il pense qu'à part lui, rien d'autre n'existe. Ainsi il naît et meurt constamment, toujours escorté ou séparé de ses amis et connaissances. Son impuissance (anîçayâ) se traduit en mouvements d'humeurs et d'abattements tels que : Je ne suis bon à rien. Mon fils est perdu et ma femme est morte; de quelle utilité est cette vie?... Avec de pareilles préoccupations, il est toujours troublé de toutes sortes de maux causés par son ignorance. (Mundaka up. bhâ- shya III, 1, 2.

## Postérité
Penseur de premier ordre, Śaṅkara eut une influence considérable sur la philosophie non dualiste et l'hindouisme en Inde.
Les Européens ont commencé à le connaître par l'œuvre de René Guenon. On trouve cependant trace de sa doctrine dans des commentaires intégrés au texte de l'Oupnek'hat traduit en latin à partir du Persan par A. H. Anquetil-Duperron en 1801.
Au XXe siècle, l'expérience, la vie et la doctrine de Ramana Maharishi (1879 - 1950) ainsi que l'enseignement direct et non conventionnel tout en restant traditionnel de Nisargadatta Maharaj (1897 - 1981) sont considérés par beaucoup comme les meilleurs exemples contemporains de la vitalité de la pensée de Ādi Śaṅkarācārya et de l'Advaita Vedānta. Parmi d'autres, Richard De Smet propose une nouvelle approche, plus théologique, de Shankara.

### Monastères
Ādi Śaṅkara a fondé quatre Maṭha (Monastères ou ordres monastiques) (sanskrit devanāgarī : मठ) encore appelée école (Vidyāpīṭha), pour maintenir la tradition védique.
Etablis aux quatre points cardinaux de l'Inde, les Maṭha sont :
- Shringeri[19] dans l’état du Karnataka au Sud, Ce Maṭha correspond à la doctrine du Sud (Dakṣiṇāmnāya maṭha) et est associé au Yajur Veda.
- Kalika à Dvaraka dans le Gujarat à l’Ouest et est associé au Sāmaveda.
- Govardhana Maṭha à Puri dans l'Orissa à l’Est et est associé au Ṛgveda.
- Jyotir Math, dénommé également Yotirmaṭha (Joshimaṭha) dans l’Uttarakhand au Nord et est associé à l'Atharva Veda.

La tradition commente qu’il plaça à la tête de ces Maṭha ses quatre principaux disciples : respectivement Sureshwaracharya (Śṛṅgeri: de 820 à 834), Hastamalakacharya, Padmapadacharya, et Totakacharya. Les responsables de ces quatre Maṭha prennent le titre de śaṃkarācārya ou Shankaracharyas.

### Ordres monastiques
Śaṅkara est le fondateur des Dashanami Sampradaya (en), dix ordres monastiques dont les moines portent généralement le nom après leur nom propre : Bhâratî, Sarasvatî, Sâgara, Tîrtha, Purî, Âshrama, Giri, Parvata, Aranya et Vana.
Les brahmanes qui se réclament de sa tradition sont appelés Smârtava et pratiquent un rituel non sectaire qui intègre le rituel domestique védique et des aspects de dévotion hindoue. La pancâyatana pûjâ (quintuple adoration), caractéristique des Smârtava, est un culte dédié à Shiva, Vishnu, Shakti, Ganesha et Sûrya, en tant qu'aspects du saguna brahman, le Divin personnel ou doué de qualités, par opposition au nirguna brahman, le Divin sans attribut, impersonnel et ineffable de la philosophie.

### Réformateur
On lui donne le titre de "shanmatasthâpanacharya" (shan=six, mata=croyances, sthâpana=qui préserve, qui rétablit, âchârya=le maître, celui qui connaît les règles) Śaṅkara est désigné comme le réformateur des six darśanas dont certains étaient dévoyés selon lui.[réf. nécessaire]

### Successeurs
Les principaux successeurs qui ont poursuivi les thèses de Ādi Śaṅkara sont :
- Sureśvara (IXe siècle)
- Maṇḍana (IXe siècle)
- Padmapāda (IXe siècle)
- Sarvajñātman (Xe siècle)
- Vācaspati Miś (Xe siècle)
- Śrī Harṣa (XIIe siècle)
- Prakāśātman XIIIe siècle)
- Vidyāraṇya (XIVe siècle)
- Prakāśānanda (XVIe siècle)
- Sadānanda (XVIe siècle)
- Appaya Diksita (XVIe siècle)
- Dharmarāja (XVIIe siècle)

## Adi Shankara et les Occidentaux

### En Europe
Adi Shankara et certaines de ses œuvres sont connues, étudiées et analysées par certains missionnaires jésuites comme Roberto de Nobili, orientalistes et universitaires européens depuis le XVIIe siècle. Par ailleurs Adi Shankara et l'advaita vedanta doivent à René Guénon et Romain Rolland leur reconnaissance en Europe et particulièrement en France dans la première moitié du XXe siècle en dehors des milieux spécialisés: Jean Herbert expliqua, en effet, que la connaissance de l'Inde jusqu'en 1920 se limitait aux « déformations » de la société théosophique et aux travaux des orientalistes. Il déclara que ce sont « ces deux hommes de génie »
(Guénon et Rolland) qui permirent de sortir de cette impasse et firent connaître « l'esprit de l'Inde » et l'advaita vedanta aux Français entre 1920 et 1925 par des voies en apparence contradictoires.

### Aux États-Unis
En 1893, Vivekananda fit connaître aux États-Unis à un public non averti, lors de l'exposition universelle de Chicago, l'hindouisme et plus particulièrement l'enseignement de Rāmakrishna, lequel repose sur l'advaita vedanta et l'œuvre de Adi Shankara. S'ensuivit une série de conférences pendant trois ans dans ce pays, puis en Europe.

#### Principales œuvres de Shankara
Grand commentateur, Shankara en a fait sur les Brahmasūtra (Brahmasūtrabhāshya), sur les principales et plus anciennes Upanishad et sur la Bhagavad-Gītā.
- Âtma-bodha. La conscience du Soi, trad. Marc Alain Descamps . Ou trad. Félix Nève, 1866 .
- Les Mille Enseignements (Upadeśasāhasrī), traduit de l'édition critique anglaise par Anasuya ; préface de A. J. Alston; avec Vie de Shankara par T. M. P. Mahadevan, Paris-Orbey, Arfuyen, coll. « Ombre », 2013, 265 p.
- Prolégomènes au Védânta, trad. Louis Renou (1951, Rééd. Almora, 2011). Il s'agit du début de son commentaire des Brahma Sūtra.
- Le plus beau fleuron de la discrimination (Viveka-Cûdâ-Mani), trad. de l'anglais par Marcel Sauton, Paris, Librairie d'Amérique et d'Orient, Jean Maisonneuve successeur, 1998, 176 p.
- Comment discriminer le spectateur du spectacle ? (Dṛg-Dṛshya-Viveka), trad. Marcel Sauton, Paris, Librairie d'Amérique et d'Orient, Jean Maisonneuve successeur, 2000, 186 p.
- Hymnes à Shiva, trad. du sanskrit Jean Herbert, Lyon, Derain, 1944, 110 p.
- Mundapanisadbhâsya. Commentaire sur la Mundaka Upanishad, trad. Paul-Martin Dubost, Paris, Dervy, 1978, 86 p.
- (en) Pañcīkaraṇam, Ramakrishna Mission Sevashrama, 1962, 80 p.
- La guirlande précieuse des demandes et des réponses, trad. Ph.-Éd. Foucaux, Paris, Maisonneuve et Cie, 1867, 32 p. [lire en ligne (page consultée le 4 décembre 2024)]
- La Taittiriya-Upanisad avec le commentaire de Śaṃkara, (Michel Angot, Ed.) Paris, Collège de France, coll. « Publications de l'Institut de civilisation indienne », 2 vol. (Vol. I: Introduction, texte et traduction; Vol. II: Notes, commentaires et appendices), 2007, 835 p.  (ISBN 978-2-860-30740-6)

#### Anthologies
- Œuvres de Ādi Śaṅkara dans Râmana Maharshi, Œuvres réunies. Écrits originaux et adaptations, trad. de l'angl. par Christian Couvreur et Françoise Duquesne, Paris, Éditions traditionnelles, 1988, 350 p. Contient (p. 213-314) : Hymne dédié à Dakshinamûrti ; Hymne à la louange du Guru (Guru Stuti) ; Hymne de Hastâmalaka ; Connaissance de Soi (Atmâ-Bodha) ; Le plus beau fleuron de la discrimination (Vivéka-chûdâmani) ; Comment discriminer le spectateur du spectacle (Drik-Drishya-Vivéka).
- Choix de textes dans Paul Martin-Dubost, Çankara et le Vedânta, Seuil, coll. « Maîtres spirituels », 1973, p. 113-142.

#### Études sur Shankara
- Olivier Lacombe, L'Absolu selon le Védânta. Les notions de Brahman et d'Atman dans les systèmes de Çankara et Râmânoudja, Paris, 1937, (ASIN B0017ZP1GU), réed. P. Geuthner (1966) (ASIN B0014UYDXU)
- (en) Richard De Smet, The theological method of Shankara, Rome, Université pontificale grégorienne, 1954.
- (en) Richard de Smet, Understanding Sankara (Essays), Edited by Ivo Coelho, Delhi, Motilal Banarsidass, 2013, xii + 825 p.
- Paul Martin-Dubost, Çankara et le Védânta, Paris, Seuil, 2018 [1973], 187 p.
- Bruno Hapel, Râmana Maharshi et Shankara. La Tradition primordiale, Trédaniel, 1990, 172 p.
- Michel Hulin, Shankara et la non-dualité, Paris, Bayard, 2001, 278 p. (rééd. Almoral, 2017, 272 p.)
- Reza Shah-Kazemi, Shankara, Ibn Arabi et Maître Eckhart : La Voie de la Transcendance, Paris, L'Harmattan, 2010.
- Michel Angot, Samkara. La quête de l'être, Paris, Seuil, coll. « Voix spirituelles / Sagesses », 2009, 112 p.

#### Film sur la vie de Ādi Śaṅkara
- Adi Shankaracharya de G.V. Iyer, 1983 (Voir sa fiche sur IMDB)

### Sources
- Louis Frédéric, Dictionnaire de la civilisation indienne, Robert Laffont, 1987, 1276 p. (ISBN 2-221-01258-5)
- Alexandre Astier, Les Maîtres spirituels de l'hindouisme, Eyrolles, 2008 (lire en ligne)
- Michel Angot, L'Inde classique, Éd. Les Belles Lettres, 2007
- Johannes Bronkhorst : Aux origines de la philosophie indienne, p. 130 & suiv. 2008, Éd. Infolio,  (ISBN 9782884740944).